# Elodia
Elodia — шостий студійний альбом німецького гурту Lacrimosa. В запису цього альбому брав участь Лондонський симфонічний оркестр. Це концептуальна рок-опера, яка складається з трьох актів. Альбом розповідає історію кохання та розлучення двох закоханих, партії яких співають Тіло Вольф та Анне Нурмі. Альбом був записаний на всесвітньо відомій студії Abbey Road Studios, де, крім інших, записувався однойменний альбом The Beatles.

## Список композицій
| #  | Назва                           | Автор      | Тривалість |
| -- | ------------------------------- | ---------- | ---------- |
| 1. | «Am Ende der Stille»            | Тіло Вольф | 8:05       |
| 2. | «Alleine zu Zweit»              | Тіло Вольф | 4:15       |
| 3. | «Halt Mich»                     | Тіло Вольф | 3:56       |
| 4. | «The Turning Point»             | Анне Нурмі | 4:58       |
| 5. | «Ich Verlasse Heut' dein Herz»  | Тіло Вольф | 8:29       |
| 6. | «Dich Zu Töten Fiel Mir Schwer» | Тіло Вольф | 7:56       |
| 7. | «Sanctus»                       | Тіло Вольф | 14:09      |
| 8. | «Am Ende Stehen Wir Zwei»       | Тіло Вольф | 15:45      |